# 雷秀蓮
雷秀蓮（英語：Lui Sau Lin），前無綫電視編劇／編審。雷秀蓮於2000年畢業後加入電影公司中國星，一年後加入亞洲電視為劇集《吉祥任務》擔任編劇，2002年入職無綫電視被派去非戲劇組為綜藝節目撰稿一年半後離職成為自由工作者。2004年她重返無綫電視加入戲劇組開始為劇集編寫劇本，2016年升任編審，她首部編審劇集是與吳肇銅合作的《迷》。2018年再度離職，《十八年後的終極告白》為其最後作品。

## 編審／編劇列表

### 電視劇（亞洲電視）
- 2002年：《吉祥任務》編劇

### 電視劇（無綫電視）
- 2006年：《愛情全保》編劇
- 2006年：《鳳凰四重奏》編劇
- 2008年：《Click入黄金屋》編劇
- 2008年：《珠光寶氣》編劇
- 2010年：《谈情说案》編劇
- 2010年：《秋香怒點唐伯虎》編劇
- 2011年：《Only You 只有您》編劇
- 2011年：《點解阿Sir系阿Sir》編劇
- 2012年：《當旺爸爸》編劇
- 2012年：《回到三國》編劇
- 2012年：《護花危情》編劇
- 2013年：《初五啟市錄》編劇
- 2013年：《舌劍上的公堂》編劇
- 2014年：《忠奸人》編劇
- 2014年：《愛·回家 (第一輯)》編劇
- 2015年：《收規華》編劇
- 2016年：《巨輪II》編劇
- 2017年：《迷》編審（與吳肇銅合作）
- 2018年：《逆緣》編審+編劇（與劉枝華合作）
- 2019年：《婚姻合伙人》編審+編劇（與陳金鈴合作）
- 2020年：《十八年後的終極告白》編審
- 2024年：《黑色月光》編審（與梁敏華合作）